# Ика (регион)
Вижте пояснителната страница за други значения на ИКА.
Ѝка (на испански: Ica) е един от 25-те региона на южноамериканската държава Перу. Разположен е в югозападната част на страната на Тихия океан. Ика е с площ от 21 327,83 км². Регионът има население от 850 765 жители (по преброяване от октомври 2017 г.).

## Провинции
Ика е разделен на 5 провинции, които са съставени от 43 района. Някои от провинциите са:
1. Ика
2. Палпа
3. Писко